# Union méditerranéenne de banque
L'Union méditerranéenne de banque est une banque franco-algérienne en activité des années 70 à 1986.

## Histoire
Une de ses activités était la fructification de l’épargne de l’immigration maghrébine en Europe.
Parmi ses administrateurs, on note l’écrivain Rachid Aous.
Créée au milieu des années 70, elle ferme ses portes en 1986. Son liquidateur est la Banque nationale de Paris.